# حسن پروین
حسن پروین سیاست‌مدار ایرانی بود، که در  دوره بیست و سوم  به‌عنوان نماینده اراک در مجلس شورای ملی حضور داشت.